# ليونيل روبرت
ليونيل روبرت (بالفرنسية: Lionel Robert)‏ هو سائق سيارة سباق فرنسي، ولد في 20 أبريل 1964 في لو مان في فرنسا.

## روابط خارجية
- ليونيل روبرت على موقع DriverDB.com (الإنجليزية)